# Lussault-sur-Loire
Lussault-sur-Loire is een gemeente in het Franse departement Indre-et-Loire (regio Centre-Val de Loire) en telt 842 inwoners (2019). De plaats maakt deel uit van het arrondissement Tours.
Montlouis-sur-Loire is sinds 1938 een beschermde oorsprongsbenaming of Appellation d’origine contrôlée (AOC) voor de wijn geproduceerd tussen Loire en Cher in drie gemeenten: Montlouis-sur-Loire, Saint-Martin-le-Beau en Lussault-sur-Loire.

## Geografie
De oppervlakte van Lussault-sur-Loire bedraagt 9,4 km², de bevolkingsdichtheid is 90 inwoners per km².
De gemeente ligt op de linkeroever van de Loire.
De onderstaande kaart toont de ligging van Lussault-sur-Loire met de belangrijkste infrastructuur en aangrenzende gemeenten.

## Demografie
Onderstaande figuur toont het verloop van het inwonertal (bron: INSEE-tellingen).